# Maori
|  | Aquest article tracta sobre la llengua maori. Si cerqueu el grup humà dels maoris, vegeu «maoris». |

El maori (Māori o te reo Māori, literalment «la llengua normal», habitualment abreujat com a te Reo) és una llengua austronèsia parlada a les Illes Cook i a Nova Zelanda pels maoris. Forma part del grup de llengües polinèsies oriental, dins el subgrup tahític, per la qual cosa té moltes similituds amb les llengües tahítiques nuclears: el tahitià i el maori de les Illes Cook. Igualment, comparteix una gran part del vocabulari i l'estructura amb el hawaià, el samoà o el tongalès.

## Estatut oficial
El maori és una de les tres llengües oficials de Nova Zelanda. Les altres dues són l'anglès i la llengua neozelandesa de signes (NZSL). Molts dels departaments del govern actual són anomenats oficialment de manera bilingüe, en anglès i en maori com, per exemple, l'Internal Affairs New Zealand Department anomenat també Te Tari Taiwhenua. Les biblioteques públiques i d'altres tipus d'institucions utilitzen signes i senyalitzacions bilingües. El servei de correus (New Zealand Post) té informatitzades totes les dades i adreces de tot el país en ambdós idiomes. El març de l'any 2004 fou fundada la primera cadena de televisió totalment parlada en maori. El govern de Nova Zelanda és actualment el principal responsable de la cura i promoció del maori, després de la signatura del Tractat de Waitangi.

Bandera del Poble Maori

## Història

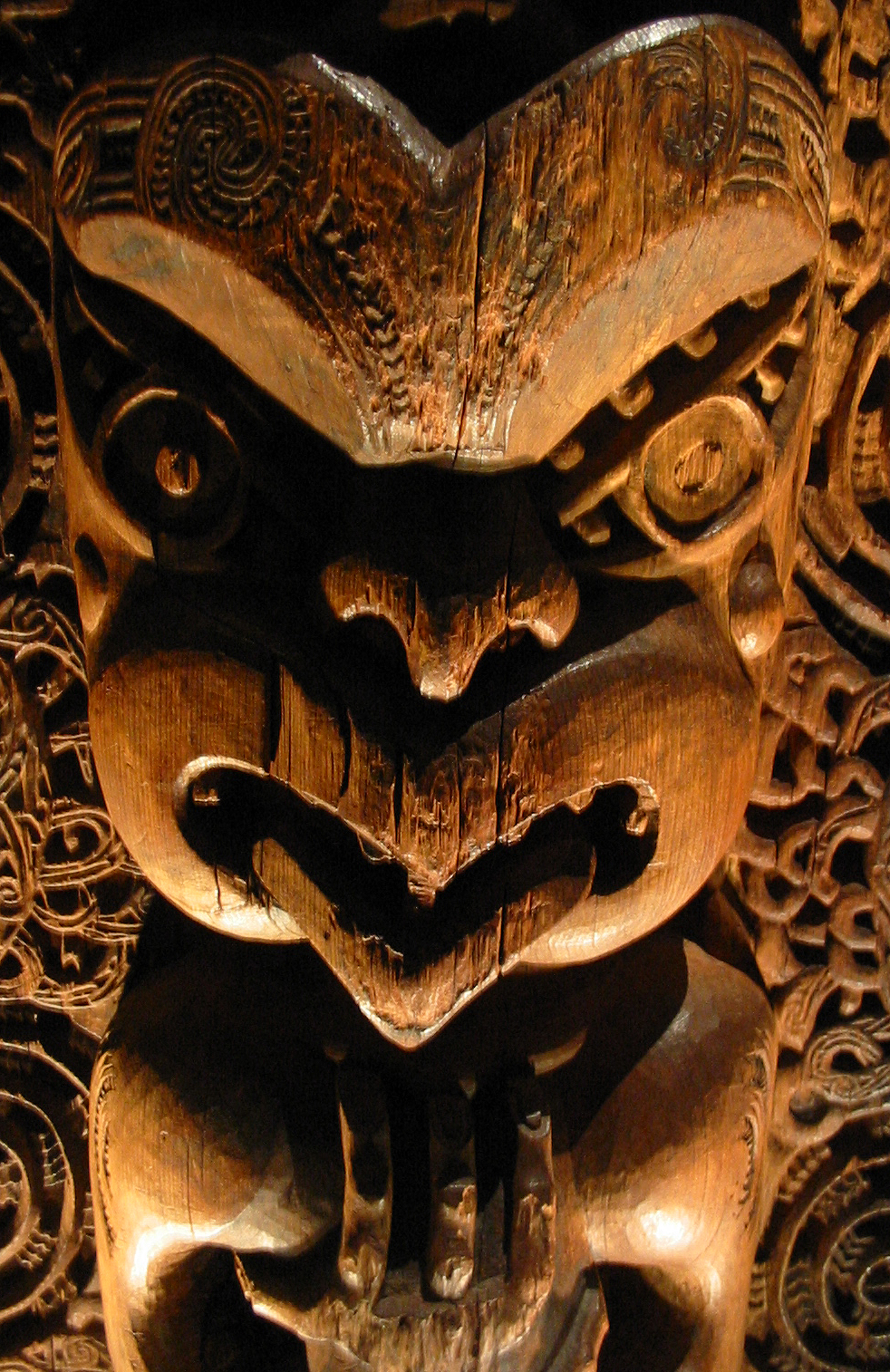
Detall decoració a una llar maori

El maori arribà a Nova Zelanda vers l'any 1000 amb els polinesis, provinents principalment de les illes Cook i de Tahití, a bord de les seves waka (canoes). Els darrers 200 anys de la història del maori han estat especialment tumultuosos: fins als volts de 1860, el maori havia estat la llengua predominant a tota Nova Zelanda, però, d'ençà aleshores, començà una forta decadència davant la preponderància de l'anglès portat pels missioners, cercadors d'or i comerciants. A les acaballes del segle xix Nova Zelanda acabà per introduir definitivament el sistema d'escolarització anglès. Per la dècada de 1880 el maori fou totalment prohibit a l'escola. Un creixent nombre de maoris aprengueren l'anglès bé per força o bé pel prestigi que la llengua dels nou vinguts donava i les oportunitats de tot tipus en general que comportava. Tot i aquests entrebancs, el maori continuà com a llengua nativa a la vida privada dels maoris fins que va arribar la Segona Guerra Mundial. El maori començà llavors a ésser emprat a alguns mítings polítics i a nombrosos articles periodístics.
L'anglès continuava essent, però, l'única llengua oficial i l'única que era permesa al parlament de la nació, generant l'enuig dels polítics maoris. A partir d'aquesta època, el nombre de parlants s'anà reduint d'una manera alarmant fins a arribar a la dramàtica situació de 1980, quan només menys del 20% de la població nativa podia parlar el maori amb la fluïdesa suficient perquè aquesta fos considerada la seva llengua materna: per a molts maoris, la seva pròpia llengua havia desaparegut, fins i tot, de la seva vida privada.
A la dècada dels vuitanta, els líders maoris emprengueren campanyes per a conscienciar a la població dels perills que suposaria la pèrdua del seu idioma i iniciaren programes de recuperació i promoció del maori, com el moviment Kohanga Reo, que va ser el primer intent d'immersió escolar en maori. A aquest el seguí la Kura Kaupapa Māori la qual ja era, de fet, un sistema d'escola primària totalment en maori.

## Classificació

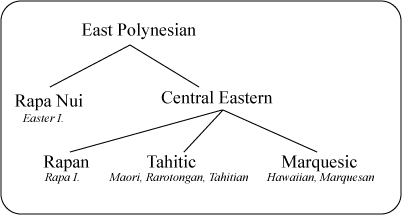
Els principals subgrups idiomàtics a la Polinèsia Oriental

La llengua maori pertany al grup de llengües polinèsies. Els lingüistes l'han classificat com una llengua polinèsia oriental, pertanyent al subgrup de les llengües tahítiques, al qual s'inclouen el rarotongalès, parlada al sud de les illes Cook, i el tahitià, parlat a Tahití i a les illes de la Societat. També són parents força propers el hawaià i el marquesà, (ambdues pertanyents al subgrup de les llengües maquèsiques), i el Rapa Nui de l'illa de Pasqua. Tot i que totes aquestes llengües tenen prou semblances entre si, no són dialectes d'una llengua mare comuna, sinó llengües amb unes identitats independents: han estat prou separades durant segles per a tenir diferències que fan molt difícil la seva intel·ligibilitat comuna. No obstant això, el capità Cook, als seus viatges a Nova Zelanda del segle xviii, contractà un parlant de tahitià per a la tasca d'intèrpret i aquest podia comunicar-se amb una certa fluïdesa amb parlants maoris, sense canviar de llengua.

## Distribució geogràfica
El maori és parlat exclusivament a Nova Zelanda per aproximadament 100.000 habitants, gairebé tots ells descendents de maoris. De tota manera, les estimacions varien força, depenent dels diversos estudis: al cens del 1996 es deia que els maori parlants eren uns 160.000, mentre que d'altres estudis, fets el mateix any, en donaven la xifra de 50.000. El nivell de qualitat del maori parlat pels que diuen usar-lo habitualment es desconeix. El nombre de parlants exclusius és molt reduït, i se suposa que deuen ser només algunes dotzenes, sobretot gent molt gran. El nombre de persones que aprenen el maori abans que l'anglès se suposa que és molt superior perquè la comunitat maori encara és majoritària a importants sectors d'àrees isolades, com la de Northland, la de Urewera i la de East Cape. El maori va aturar el seu creixement als anys posteriors a la Segona Guerra Mundial, època de ràpida expansió urbanística, a partir de la qual esdevingué una llengua minoritària. L'estatus del maori ha estat sovint comparat amb el del gaèlic irlandès, una autèntica minoria en recés, a una illa amb més de quatre milions d'habitants, que pateix la pressió inevitable de l'expansió de l'anglès.

## Alfabet
L'alfabet maori és format per 20 lletres i diàgrafs:
```
A Ā E Ē H I Ī K M N O Ō P R T U Ū W NG i WH
```

### Sons

#### Vocals
|             | Frontal  | Central  | Posterior |
| ----------- | -------- | -------- | --------- |
| Tancada     | i iː i ī |          | u uː u ū  |
| Mig tancada | e eː e ē |          | o oː o ō  |
| Oberta      |          | a aː a ā |           |

#### Consonants
|           | Bilabial | Alveolar | Velar | Gutural |
| --------- | -------- | -------- | ----- | ------- |
| Oclusiva  | p        | t        | k     |         |
| Fricativa | ɸ wh     |          |       | h       |
| Nasal     | m        | n        | ŋ ng  |         |
| Vibrant   |          | ɾ r      |       |         |
| Semivocal | w        |          |       |         |

## Mostres de maori

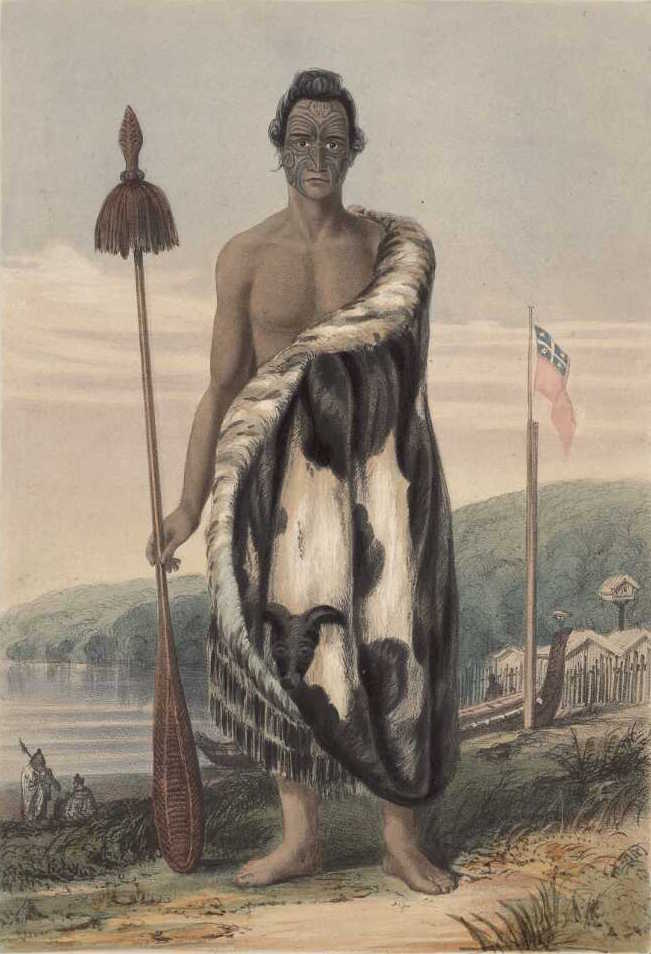
Te Puni, cap maori

### Els nombres
- 1 (un) = tahi
- 2 (dos) = rua
- 3 (tres) = toru
- 4 (quatre) = whā
- 5 (cinc) = rima
- 6 (sis) = ono
- 7 (set) = whitu
- 8 (vuit) = waru
- 9 (nou) = iwa
- 10 (deu) = tekau

### Els dies
- dilluns = rāhina/mane
- dimarts = rātū/tūrei
- dimecres = rāapa/wenerei
- dijous = rāpare/tāite
- divendres = rāmere/paraire
- dissabte = rāhoroi/hatarei
- diumenge = rātapu

### El temps
- ahir = inanahi
- avui = tēnei rā
- demà = āpōpō
- hora = hāora
- demà passat = ananahi atu
- dia, sol = rā
- dia (claredat) = ao
- crepuscle = ahiahi
- setmana = wiki (manlleu de l'anglès)
- nit = po,
- migdia = awatea
- matí = ata
- mes = marama
- any = tau

### Vocabulari elemental
- terra = whenua
- cel = rangi
- aigua = wai
- foc = ahi
- home = tāne
- dona = wahine
- menjar = kai
- boira = inu
- gran = nui
- petit = iti

### Exemple d'oració maori
- Arohaina tōu hoa kia pēnā anō i a koe. (Estima el teu veí com a tu mateix).

### Curiositats
- Aquesta llengua té el record de toponim més llarg que és Taumatawhakatangihangakoauauotamateaturipukakapikimaungahoronukupokaiwhenuakitanatahu.